# Agrostis greenwayi
Agrostis greenwayi é uma espécie de gramínea do gênero Agrostis, pertencente à família Poaceae.